# Диважу
Диважу (фр. Divajeu) насеље је и општина у источној Француској у региону Рона-Алпи, у департману Дром која припада префектури Ди.
По подацима из 2011. године у општини је живело 608 становника, а густина насељености је износила 45,89 становника/km². Општина се простире на површини од 13,25 km². Налази се на средњој надморској висини од 210 метара (максималној 467 m, а минималној 163 m).

## Демографија
| 1962. | 1968. | 1975. | 1982. | 1990. | 1999. | 2011. |
| ----- | ----- | ----- | ----- | ----- | ----- | ----- |
| 306   | 313   | 341   | 354   | 400   | 544   | 608   |

График промене броја становника у току последњих година